# Георгиевская епархия
Гео́ргиевская епархия — епархия Русской православной церкви, объединяющая приходы в восточной части Ставропольского края (в границах Александровского, Арзгирского, Благодарненского, Будённовского, Георгиевского, Курского, Левокумского, Нефтекумского, Новоселицкого, Советского и Степновского районов). Входит в состав Ставропольской митрополии.
Кафедральный храм — собор Георгия Победоносца в Георгиевске.

## История
Образована решением Священного Синода от 7 июня 2012 года путём выделения из состава Ставропольской епархии. Включена в состав Ставропольской митрополии.
Правящему архиерею Синод постановил иметь титул «Георгиевский и Прасковейский».
4 октября 2012 Священный Синод РПЦ определил быть епископом Георгиевским и Прасковейским игумена Гедеона (Губку). С 13 декабря 2012 епархией управляет епископ Гедеон.
С 2013 года ведётся работа по возрождению Мамай-Маджарского Воскресенского монастыря, существовавшего до 1920-х годов рядом с городом Святого Креста.

## Правящие архиереи
- Кирилл (Покровский) (временный управляющий 7 июня — 13 декабря 2012)
- Гедеон (Губка) (13 декабря 2012 — 24 октября 2024)
- Николай (Пашков) (с 18 ноября 2024)

## Благочиния
На октябрь 2022 года епархия разделена на пять церковных округов:
- Благодарненское благочиние — протоиерей Тимофей Гриценко
- Георгиевское благочиние — протоиерей Артемий Маршалкин
- Зеленокумское благочиние — протоиерей Роман Квитченко
- Нефтекумское благочиние — иерей Константин Капарулин
- Свято-Крестовское благочиние — протоиерей Ириней Лукьянов

## Галерея
- Церковь Рождества Пресвятой Богородицы, ст. Лысогорская
- Никольская церковь, XVIII век